# Черкес Даниїл Самойлович
Черкес Даниїл Самойлович (13 жовтня 1870, Симферополь — 27 жовтня 1944,  Харків) — інженер-технолог, педагог, громадський діяч, доктор технічних наук, професор Харківського інженерно-будівельного інституту, член Правління Харківської громадської бібліотеки , член Російського товариства бібліотекознавства. Належав до старовинного шанованого роду караїмів. Автор проєкту очисних споруд та каналізаційних мереж Харкова та інших міст СРСР.

## Біографія
Народився у Сімферополі в родині купця, почесного громадянина міста, виноградаря. Належав до старовинного роду кримських караїмів.
Закінчив початкову караїмську школу, 4 класи гімназії, комерційне училище в Одесі (1891).
Самостійно підготувався та вступив до Санкт-Петербурзького технологічного інституту (ПТІ), але на другому курсі був заарештований та висланий із Санкт-Петербурга за участь у роботі модного серед молоді гуртка політичної самоосвіти соціалістичного спрямування.
Продовжив освіту в електротехнічному інституті міста Льєж (Бельгія).
1895 року поновився у складі студентів ПТІ та закінчив інститут, отримавши диплом з відзнакою та звання інженера-технолога (1899) .
Член Південноросійського товариства технологів (від 1899) .
З осені 1899 року працював на посаді інженера-конструктора на Харківському паровозобудівному заводі, але захворів на туберкульоз і повернувся до Криму.
У 1902–1906 роках займався проєктуванням водопостачання та каналізації Південного берега Криму.
1902 року обійняв посаду інженера курорту Гурзуф, де налагодив водопостачання селища і спорудив установку для виготовлення льоду.
1903 року перейшов на посаду міського інженера Ялти, завідував ялтинським водопроводом (1905), брав участь у будівництві каналізації та водогону міста, у пуску перших електростанцій Євпаторії та Феодосії .
У 1906 році прибув до Харкова. Переміг у конкурсі оголошеному Губернським земством на найкращий проєкт каналізації для лікарні «Сабурова дача».
Маючи чималий досвід, інженер Черкес добре зарекомендував себе як фахівець і отримав посаду головного інженера Харківської міської управи з будівництва каналізації міста (1907—1916).
У другій половині 1908 року каналізаційна комісія міської думи відрядила його разом з інженером М. Г. Малишевським для ознайомлення з каналізаційною системою Москви та дослідами з біологічного очищення стічних вод. Вивчав також досвід системи біологічного очищення у містах Англії, Франції (1914). 
І вже у жовтні цього ж року Д. Черкес та М. Малишевський розробили проєкт майбутньої каналізації Харкова з кошторисом та пояснювальною запискою. Свої зауваження та деякі зміни до проєкту зробив німецький фахівець з каналізації Фрідріх Вернер (1911) та інші експерти, які додали надійності майбутній системі.
Будівництво системи каналізаційних споруд було розпочато навесні 1912 року, а у серпні 1914 року в Харкові запрацювала система каналізації. Будівля Харківської громадської бібліотеки була одна з перших, яку приєднали до міської каналізаційної системи. Головний будівничий харківської каналізації переймався проблемами книгозбірні, завідував її господарською частиною.
Ще у березні 1908 року двічі обирався у кандидати члена Правління установи, а з 1916 року членом Правління. Також брав участь у її будівництві, розширенні та відновленні. Контролював функціонуванням абонемента та книгосховища бібліотеки. Опікувався формуванням фонду з питань техніки та технологій. Був відповідальним за розділи каталогу з математичних, сільськогосподарських наук та з питань технологій. У січні 1918 року Даниїла Черкеса було обрано головою зборів членів Правління бібліотеки .
Початок Першої світової війни призупинив роботи зі втілення проєкту побудови каналізації Харкова. Станом на 1917 рік каналізаційною мережею були охоплені третина території міста, його центральні райони. Інженерну систему з очищення стічних вод у Харкові визнали взірцем не тільки для Росії, але й для Європи.
У 1915–1916 роках Черкес був членом ради Харківського відділення Російського технічного товариства, постійний учасник Російських водопровідних з'їздів.
1918 року Даниїл Черкес розробив проєкт каналізації міста Миколаєва.
Даниїл Самойлович увійшов до складу редакційної колегії першого фахового журналу українських комунальників «Коммунальное хозяйство на Украине», який видавався в Харкові (1921–1926).
1922 року Даниїл Черкес серед засновників та викладачів Всеукраїнського технікуму комунального господарства. Вів викладацьку діяльність на інженерно-будівельному факультеті з таких дисциплін: спецкурс каналізації, проєктування по каналізації, очищення стічних вод, кремація, планування і доброустрій населених місць, сади, дипломне проєктування. 1929 року обіймав посаду професора 2 групи.
У 1926 році керована Черкесом група інженерів склала проєкт постачання Сімферополя водою з джерел річки Салгир.
Протягом 1914–1926 років харківська вулична каналізаційна мережа зросла майже у два рази й на час проведення у Харкові другого Водопровідного та санітарно-технічного з'їзду (1927) становила 91,4 км. Завідувача Харківської каналізації Д. С. Черкеса було обрано головою організаційного бюро з'їзду.
Початок 1930 років з потужними хвилями репресій проти вітчизняної інтелігенції торкнулися й Даниїла Черкеса та його родини.
Вдруге за десятиріччя було заарештовано Веніаміна Даниловича Черкеса — науковця, економіста, співробітника Комісії з вивчення проблеми міст при Держплані УРСР.
Невдовзі після арешту сина, 10 січня 1931 року, заарештували й шістдесятирічного професора Черкеса за стандартним на той час звинуваченням в участі у контрреволюційній шкідницькій організації (стаття 54-7 К. К. УРСР). Даниїла Черкеса тримали під вартою до серпня 1931 року. Після ув'язнення йому довелося покинути свою роботу, якій він віддав майже чверть віку.
Даниїл Самойлович перейшов на роботу до Харківського інженерно-будівельного інституту, а на 1940 рік він був єдиним професором факультету тепловодопостачання, вентиляції та каналізації, який мав науковий ступінь доктора технічних наук та вчене звання професора.
Черкес співпрацював зі створеним у Харкові в серпні 1931 року Українським державним інститутом комунальної гігієни на базі санітарно-гігієнічного відділу «Українського державного інституту охорони здоров'я».
Під час окупації Харкова перебував у Полтаві, повернувся до Харкова восени 1943 року.
Після реевакуації з міста Фрунзе Харківського інституту інженерів комунального будівництва у березні 1944 року Черкес очолив оргкомітет зі скликання наукової конференції з питань відбудови міст України.
28 березня 1944 року його було затверджено на посаді завідувача кафедри санітарної техніки створеного під час війни санітарно — технічного факультету Харківського інституту інженерів комунального будівництва.
Помер Даниїл Самойлович Черкес 27 жовтня 1944 року.